# Tony Mitchell (cestista 1992)
Tony LaShae Mitchell Jr. (Milwaukee, 7 aprile 1992) è un cestista statunitense con cittadinanza messicana.

## Carriera

### NCAA
Mitchell trascorre due stagioni con i North Texas Mean Green, chiude il suo secondo ed ultimo anno con 13 punti ed oltre 8 rimbalzi di media.

### NBA
Il 27 giugno 2013 è stato selezionato nel Draft NBA dai Detroit Pistons con la 37ª scelta assoluta.